# コセット型アブソリュートエンコーダ
コセット型アブソリュートエンコーダ（コセットがたアブソリュートエンコーダ）は、剰余類を活用したコンパクトで自由度の高い位置センサである。  

## 概要
アブソリュートエンコーダにおけるグレイコード方式、M系列方式に続く第3の方式と言える。グレイコード方式では位置の変化方向に直交する方向に情報列が並び、M系列方式では位置の変化方向に情報列が並ぶため、位置情報を表すのに一次元的な長さが必要であったが、位置をシフトレジスタ系列中の部分シンボル列で表すことにより位置情報が準2次元的配置になり、コンパクトな位置センサを作ることができる。

## 特徴
シンボル列の配置される箇所の曲率が問題になるようなドラム形状のものや、位置センサを配置する物理的自由度が少ないロボットアームや舵角センサ、カメラのズームレンズ内のようなところで特に有用である。

## 詳細
全ポジションを互いに素な法の2つの剰余で表し、各剰余を互いに素な周期の2つの最大長系列（Ｍ系列）符号で表す。{\displaystyle n}ビットの線形帰還レジスタで生成される {\displaystyle 2^{n}-1} 周期のＭ系列符号のビット列の連続する任意の{\displaystyle n}ビットはユニークであるため、連続する{\displaystyle n}ビットで一つの法 {\displaystyle 2^{n}-1} における剰余を表すことが出来る。Ｍ系列に0を加えた {\displaystyle 2^{n}} 周期の伸長Ｍ系列の連続する任意の{\displaystyle n}ビットもユニークであるため、ここで{\displaystyle n}を{\displaystyle (4,5)}に選び、片方を伸長Ｍ系列とすると互いに素な周期{\displaystyle (15,32)}即ち互いに素な法{\displaystyle (15,32)}が得られ、剰余系を構成することができる。

## 実施例

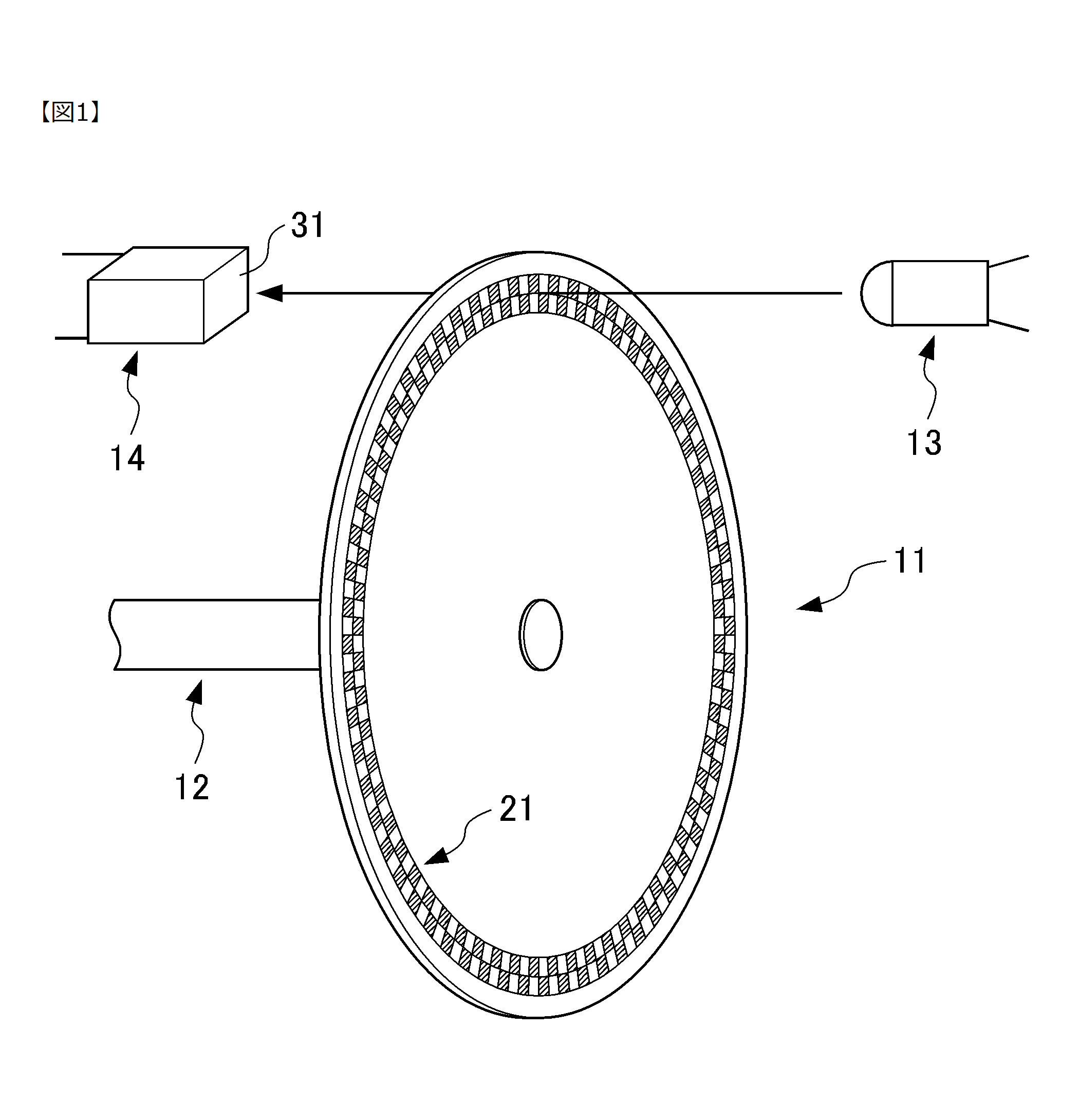
図1

【図1】に示すように、1つのシフトレジスタ系列は、コードトラック21において所定の半径の円周に沿うように形成されており、‘1’の箇所は光が通過し、‘0’の箇所は光が遮断するようになされている。このような{\displaystyle x}個のシフトレジスタ系列のそれぞれが、コードトラック21において{\displaystyle x}個の異なる半径の円周にそれぞれ沿うように同心円状で形成されている。

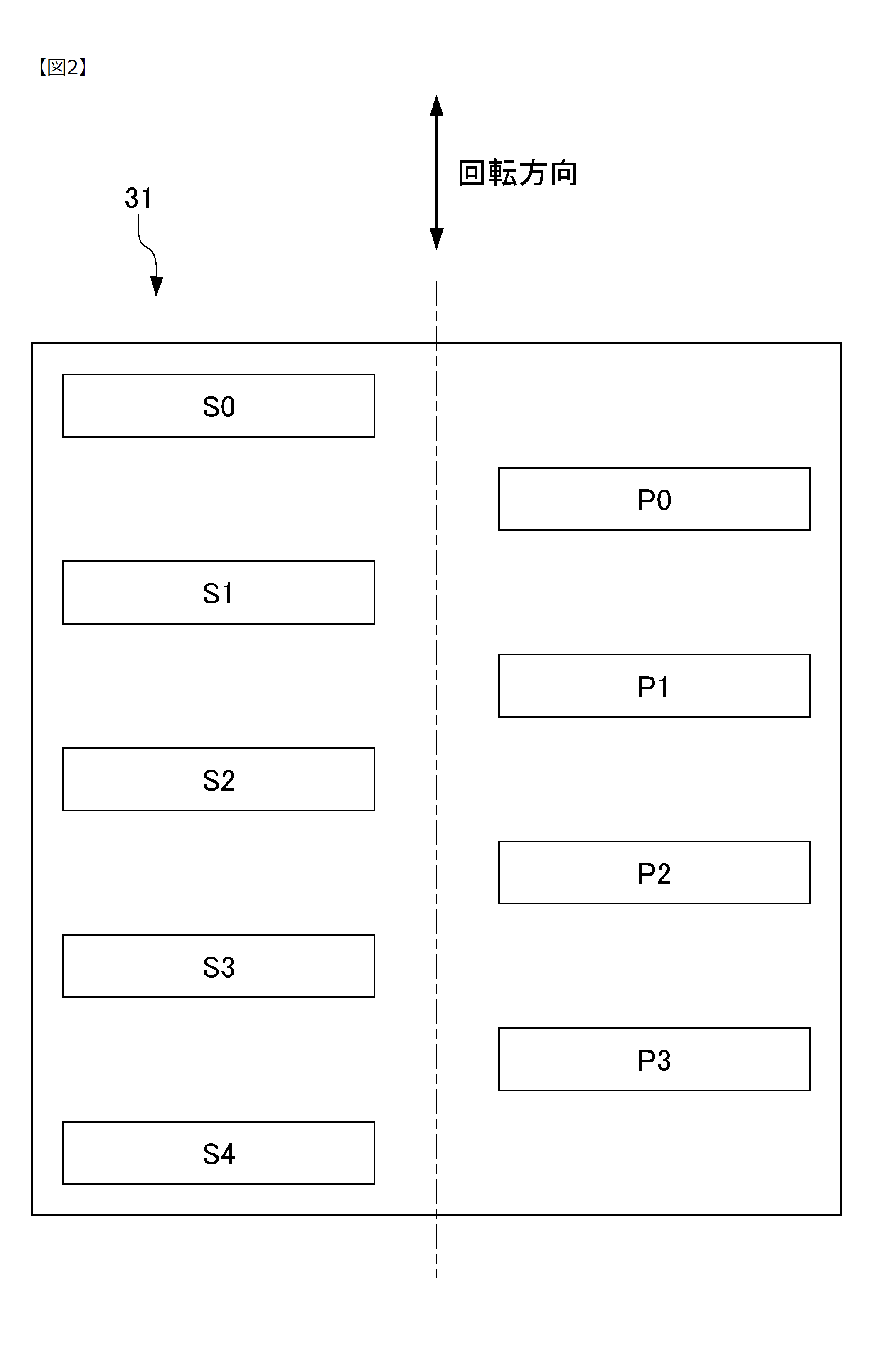
図2

【図2】に示すように、センサヘッド31は、2列千鳥配置の9ビットの光を受光するように構成されている。
{\displaystyle P=2}, {\displaystyle k=1}, {\displaystyle N_{p}=4}, {\displaystyle N_{s}=5}とする2元M系列を考える。(例は右から生成順)
- シフトレジスタ系列{\displaystyle P}　　　　周期: {\displaystyle 2^{N_{p}}-1}　　000111101011001 (周期15, 初期値1, 生成多項式10011)
- 伸長シフトレジスタ系列{\displaystyle S}　　周期: {\displaystyle 2^{N_{s}}}　　　　 00000111001101111101000100101011 (周期32, 初期値1, 生成多項式111011, 頭に0を付け足す)

15と32は互いに素なので、

第1円周上  P列: P * 32回分 = 480 position

第2円周上  S列: S * 15回分 = 480 position

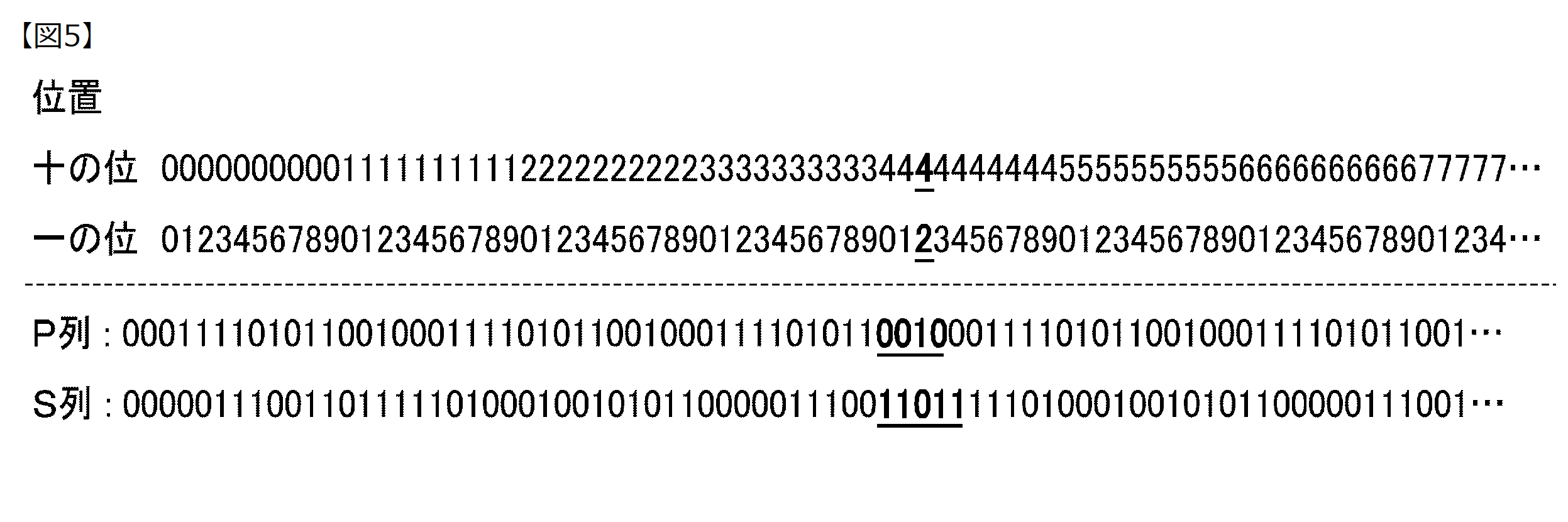
図5

【図5】はポジションと拡張シフトレジスタ系列との対応関係を示す。

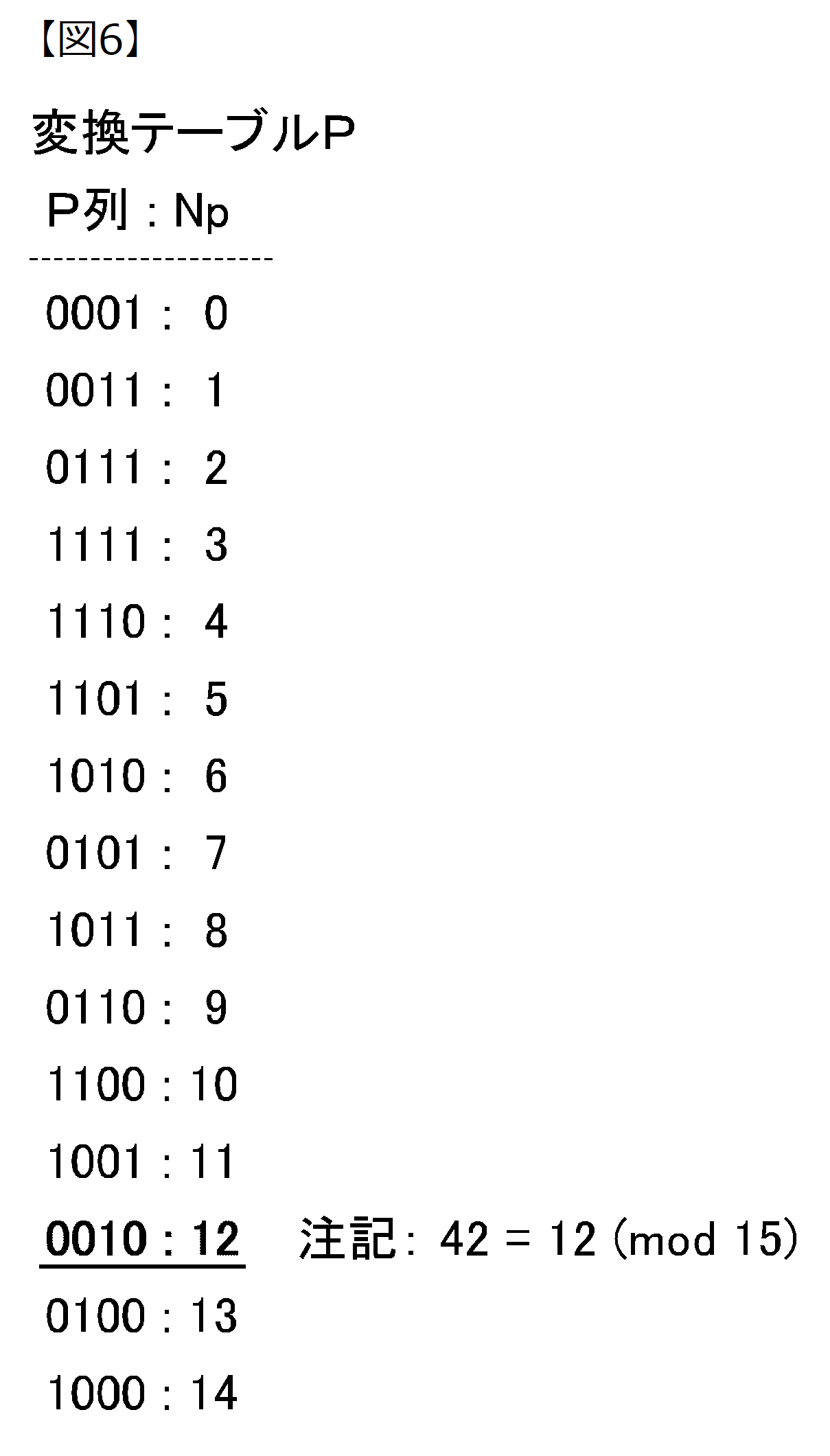
図6

【図6】は隣り合う4bitの出力と{\displaystyle N_{p}}への変換テーブル。

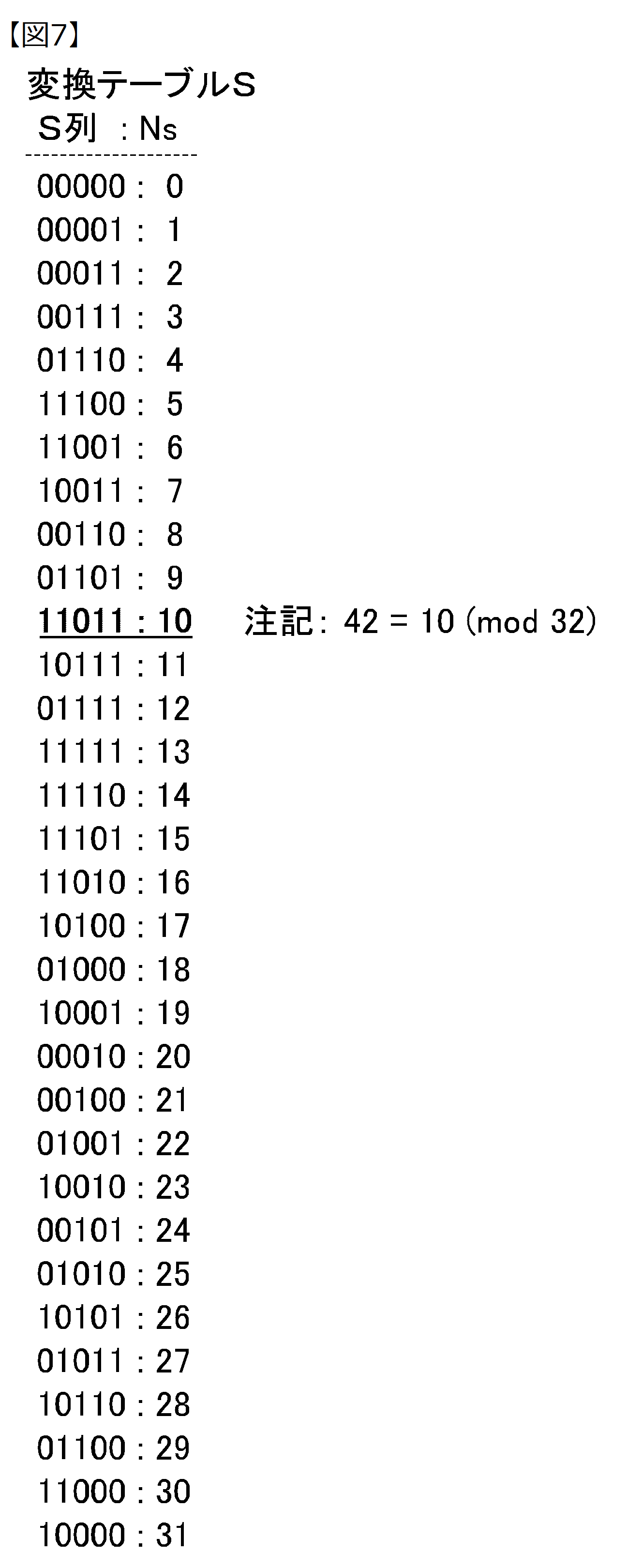
図7

【図7】は隣り合う5bit分の出力と{\displaystyle N_{s}}への変換テーブル。
中国人剰余定理により
- {\displaystyle x\equiv N_{p}{\pmod {15}}}
- {\displaystyle x\equiv N_{s}{\pmod {32}}}

例では
- {\displaystyle 42\equiv 12{\pmod {15}}}
- {\displaystyle 42\equiv 10{\pmod {32}}}

変換テーブルが小規模で済む。

## 誤り訂正・誤り検出
シフトレジスタ系列を1トラック以上追加して冗長性を加えることにより、誤り訂正が可能になる。誤り訂正に中国人剰余定理が使用できる。
冗長トラックを設けていない場合は、【図9】に示したSc0～Sc3、Pc0～Pc2のように、隣接するシンボル列も併せて読み取ることで列ごとの符号としての冗長性を増加させることにより、誤り検出もしくは訂正が可能となる。

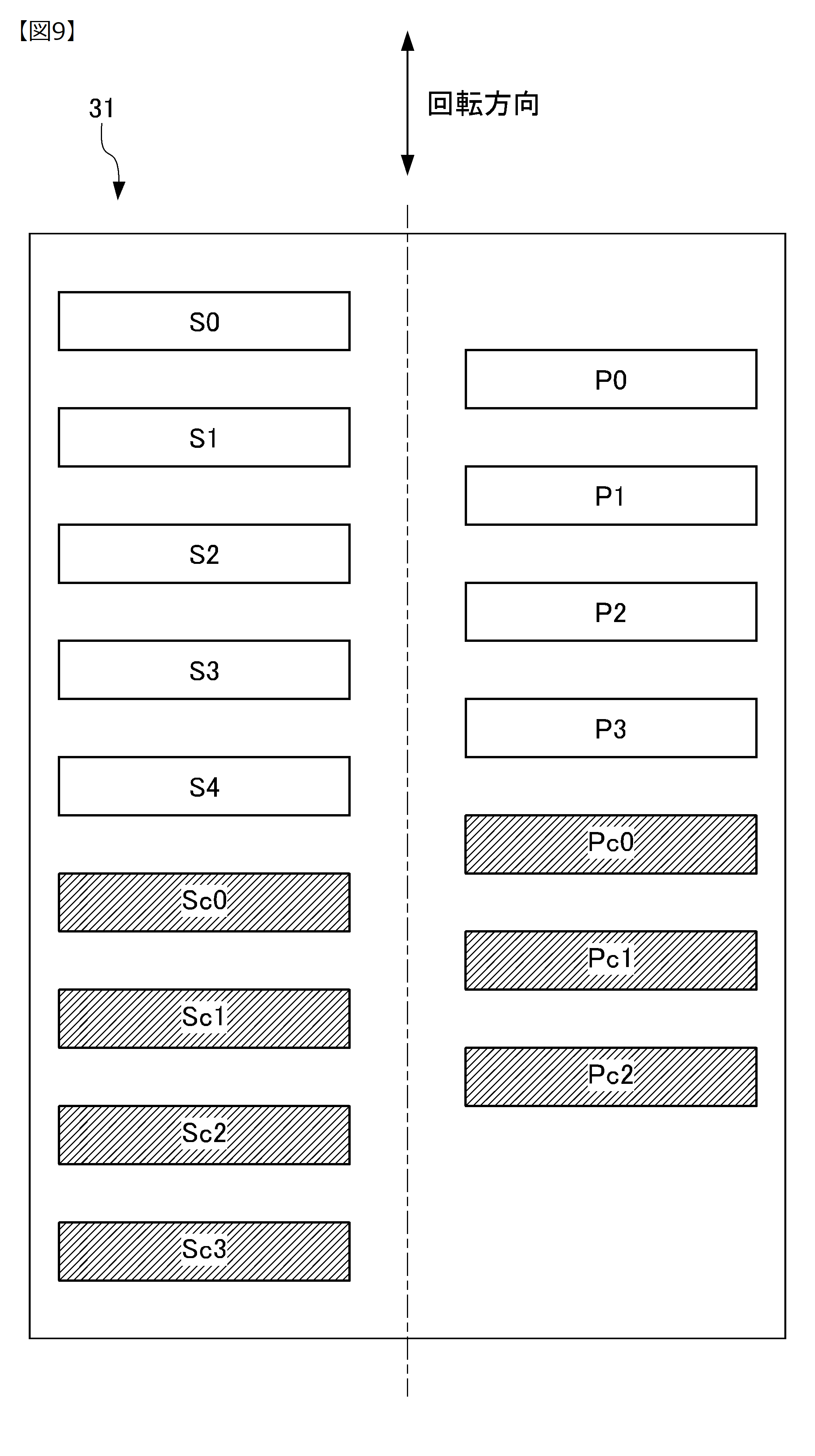
図9